# Dixon Arroyo
Dixon Arroyo (Guayaquil, Ecuador; 1 de junio de 1992) es un futbolista ecuatoriano. Juega de centrocampista y su equipo actual es el Barcelona Sporting Club de la Serie A de Ecuador.

## Trayectoria

### Inicios
Se inició en las inferiores del Barcelona Sporting Club, en el 2010 tuvo su paso por el Deportivo Quito donde debutó oficialmente en un partido contra el Manta Fútbol Club, el partido fue a favor del equipo visitante.

### Liga de Loja
Luego en el 2012 pasa a la Liga de Loja donde tuvo una gran regularidad , debutó en la Copa Sudamericana en un partido contra el Deportivo Lara donde la Liga de Loja ganó 2-0, en esta misma copa ayudó a su equipo a llegar hasta los octavos de final donde su equipo quedó eliminado por el River Plate de Argentina.

### Independiente del Valle
En el 2015 lo contrata el Independiente del Valle, donde debuta en la Copa Libertadores 2015 en un partido con Estudiantes de La Plata, ganó su equipo 1-0. 

### Emelec
En 2018 se incorpora a Emelec, donde por su buen nivel pasó a ser titular indiscutible y pieza clave de su equipo llegando a ser convocado a la selección nacional, en 2021 fue renovado hasta 2023. El 8 de abril de 2023 finiquitó su contrato con el club por mutuo acuerdo.

### Inter de Miami
El 13 de abril de 2023 fue anunciado por parte del Inter de Miami de la Major League Soccer, por una temporada con opción a renovación.

## Selección nacional

### Categorías inferiores

#### Participaciones en Sudamericanos
| Campeonato                            | Sede   | Resultado    | Partidos | Goles |
| ------------------------------------- | ------ | ------------ | -------- | ----- |
| Sudamericano Sub-17 de 2009           | Chile  | Cuarto lugar | 1        | 0     |
| Sudamericano Sub-20 de 2011           | Perú   | Cuarto lugar | 5        | 1     |
| Juegos Panamericanos Guadalajara 2011 | México | Primera fase | 3        | 0     |

#### Participaciones en Copas del Mundo
| Campeonato                  | Sede     | Resultado        | Partidos | Goles |
| --------------------------- | -------- | ---------------- | -------- | ----- |
| Copa Mundial Sub-20 de 2011 | Colombia | Octavos de final | 4        | 0     |

### Selección absoluta
Ha sido internacional con la selección de fútbol de Ecuador. Su debut fue en el amistoso disputado el 29 de marzo de 2021 contra la selección de Bolivia en la victoria 2-1 de La Tri.

#### Participaciones en eliminatorias
| Eliminatorias     | Sede            | Resultado   | Partidos | Goles |
| ----------------- | --------------- | ----------- | -------- | ----- |
| Eliminatoria 2022 | América del Sur | Clasificado | 0        | 0     |

#### Participaciones en Copa América
| Copa              | Sede   | Resultado        | Partidos | Goles |
| ----------------- | ------ | ---------------- | -------- | ----- |
| Copa América 2021 | Brasil | Cuartos de final | 0        | 0     |

### Partidos internacionales
Actualizado al último partido jugado el 2 de junio de 2022.
| \| N.° \| Fecha \| Ciudad \| Rival \| Resultado \| Resultado \| Competencia \| \| --- \| ------------------- \| -------- \| ------- \| --------- \| --------- \| ----------- \| \| 1. \| 29 de marzo de 2021 \| Quito \| Bolivia \| 2-1 \| Victoria \| Amistoso \| \| 2. \| 2 de junio de 2022 \| Harrison \| Nigeria \| 1-0 \| Victoria \| Amistoso \| |                     |          |         |           |           |             |
| N.° | Fecha               | Ciudad   | Rival   | Resultado | Resultado | Competencia |
| 1. | 29 de marzo de 2021 | Quito    | Bolivia | 2-1       | Victoria  | Amistoso    |
| 2. | 2 de junio de 2022  | Harrison | Nigeria | 1-0       | Victoria  | Amistoso    |

## Estadísticas

### Clubes
Actualizado al último partido jugado el 1 de diciembre de 2024.
| Club                              | Div.          | Temporada     | Liga  | Liga  | Copas nacionales | Copas nacionales | Copas internacionales | Copas internacionales | Total | Total |
| Club                              | Div.          | Temporada     | Part. | Goles | Part.            | Goles            | Part.                 | Goles                 | Part. | Goles |
| --------------------------------- | ------------- | ------------- | ----- | ----- | ---------------- | ---------------- | --------------------- | --------------------- | ----- | ----- |
| Deportivo Quito · Ecuador         | 1.ª           | 2010          | 17    | 0     | —                | —                | —                     | —                     | 17    | 0     |
| Deportivo Quito · Ecuador         | 1.ª           | 2011          | 9     | 0     | —                | —                | —                     | —                     | 9     | 0     |
| Deportivo Quito · Ecuador         | 1.ª           | 2012          | 12    | 2     | —                | —                | 3                     | 0                     | 15    | 2     |
| Deportivo Quito · Ecuador         | Total club    | Total club    | 38    | 2     | 0                | 0                | 3                     | 0                     | 41    | 2     |
| Liga de Loja · Ecuador            | 1.ª           | 2013          | 32    | 1     | —                | —                | 6                     | 1                     | 38    | 2     |
| Liga de Loja · Ecuador            | 1.ª           | 2014          | 26    | 2     | —                | —                | —                     | —                     | 26    | 2     |
| Liga de Loja · Ecuador            | Total club    | Total club    | 58    | 3     | 0                | 0                | 6                     | 1                     | 64    | 4     |
| Independiente del Valle · Ecuador | 1.ª           | 2015          | 34    | 0     | —                | —                | 2                     | 0                     | 36    | 0     |
| Independiente del Valle · Ecuador | 1.ª           | 2016          | 29    | 1     | —                | —                | 7                     | 0                     | 36    | 1     |
| Independiente del Valle · Ecuador | 1.ª           | 2017          | 41    | 3     | —                | —                | 3                     | 0                     | 44    | 3     |
| Independiente del Valle · Ecuador | Total club    | Total club    | 104   | 4     | 0                | 0                | 12                    | 0                     | 116   | 4     |
| Emelec · Ecuador                  | 1.ª           | 2018          | 44    | 0     | —                | —                | 6                     | 0                     | 50    | 0     |
| Emelec · Ecuador                  | 1.ª           | 2019          | 27    | 1     | 6                | 0                | 6                     | 0                     | 39    | 1     |
| Emelec · Ecuador                  | 1.ª           | 2020          | 23    | 2     | 0                | 0                | 3                     | 1                     | 26    | 3     |
| Emelec · Ecuador                  | 1.ª           | 2021          | 29    | 2     | 0                | 0                | 8                     | 0                     | 37    | 2     |
| Emelec · Ecuador                  | 1.ª           | 2022          | 24    | 1     | 1                | 0                | 8                     | 0                     | 33    | 1     |
| Emelec · Ecuador                  | 1.ª           | 2023          | 3     | 0     | 0                | 0                | 1                     | 0                     | 4     | 0     |
| Emelec · Ecuador                  | Total club    | Total club    | 150   | 6     | 7                | 0                | 32                    | 1                     | 189   | 7     |
| Inter de Miami Estados Unidos     | 1.ª           | 2023          | 24    | 1     | 4                | 0                | 7                     | 0                     | 35    | 1     |
| Inter de Miami Estados Unidos     | Total club    | Total club    | 24    | 1     | 4                | 0                | 7                     | 0                     | 35    | 1     |
| Barcelona S. C. · Ecuador         | 1.ª           | 2024          | 24    | 0     | 1                | 0                | 6                     | 0                     | 31    | 0     |
| Barcelona S. C. · Ecuador         | Total club    | Total club    | 24    | 0     | 1                | 0                | 6                     | 0                     | 31    | 0     |
| Total carrera                     | Total carrera | Total carrera | 398   | 16    | 12               | 0                | 66                    | 2                     | 476   | 18    |
| 1. 2.                             |               |               |       |       |                  |                  |                       |                       |       |       |

## Palmarés

### Campeonatos nacionales
| Título             | Club            | País    | Año  |
| ------------------ | --------------- | ------- | ---- |
| Serie A de Ecuador | Deportivo Quito | Ecuador | 2011 |

### Campeonatos internacionales
| Título      | Club           | País           | Año  |
| ----------- | -------------- | -------------- | ---- |
| Leagues Cup | Inter de Miami | Estados Unidos | 2023 |

### Distinciones individuales
| Distinción                        | Año  |
| --------------------------------- | ---- |
| 11 ideal de la Serie A de Ecuador | 2021 |